# Rinzia morrisonii
Rinzia morrisonii là một loài thực vật có hoa trong Họ Đào kim nương. Loài này được Trudgen miêu tả khoa học đầu tiên năm 1986.